# Malina Weissman
Malina Opal Weissman (New York, 12 marzo 2003) è un'attrice e modella statunitense, conosciuta principalmente per aver interpretato una giovane Kara Zor-El nella serie televisiva Supergirl e Violet Baudelaire in Una serie di sfortunati eventi di Netflix.

## Biografia
Ha iniziato la sua carriera di modella a otto anni, seguendo le orme della madre. Ha lavorato per famosi stilisti e marchi come Calvin Klein, Ralph Lauren, Benetton, DKNY e H&M. Come attrice, dopo essere apparsa in alcuni spot pubblicitari, ha fatto il suo debutto cinematografico nel 2014, vestendo i panni di un giovane April O'Neil nel film Tartarughe Ninja, ruolo che nella versione adulta è stato interpretato da Megan Fox. Nel 2015 ha preso parte alla serie televisiva Supergirl, recitando il ruolo di una giovane versione della protagonista Kara Zor-El/Supergirl, interpretata da Melissa Benoist. Nel 2016 ha ottenuto il ruolo principale di Violet Baudelaire nell'adattamento televisivo della saga di Lemony Snicket Una serie di sfortunati eventi, con Neil Patrick Harris nei panni del Conte Olaf.

## Filmografia

### Cinema
- Tartarughe Ninja (Teenage Mutant Ninja Turtles), regia di Jonathan Liebesman (2014)
- Thirsty, regia di Margo Pelletier (2016)
- Una vita da gatto (Nine Lives), regia di Barry Sonnenfeld (2016)

### Televisione
- Supergirl - serie TV, 7 episodi (2015-2016)
- Difficult People - serie TV, episodi 1x04-2x04 (2015-2016)
- Una serie di sfortunati eventi (A Series of Unfortunate Events) - serie TV, 25 episodi (2017-2019)
- Evil - serie TV, 1 episodio (2022)

## Doppiatrici italiane
Nelle versioni in italiano dei suoi lavori, Malina Weissman è stata doppiata da:
- Agnese Marteddu in Supergirl, Una serie di sfortunati eventi
- Chiara Fabiano in Una vita da gatto